# Albina Ostermann
Albina Ostermann (n. 29 februarie 1856, Wamberg, Bosnia – d. 16 august 1936, Chișinău) a fost o specialistă în etnografie din Basarabia. Preparator și conservator al Muzeului Zemstvei, în prezent Muzeul Național de Etnografie și Istorie Naturală din Chișinău.
Lucrează în Muzeul Zemstvei începând cu anul 1892. A completat în permanență colecțiile zoologice create de Franz Ostermann, inclusiv colecția de preparate corozive. Un merit deosebit îi revine în crearea colecției de mulaje a soiurilor de fructe și struguri care se cultivau în Basarabia la sfârșitul sec. XIX – înc. sec. XX, care s-a păstrat până astăzi, fiind de o înaltă calitate. A pus bazele Secției de industrie casnică și a colecției etnografice a muzeului. A continuat completarea colecțiilor de fotografii inițiată de F. Ostermann. În anul 1906, în baza colecțiilor create participă la organizarea expoziției permanente a muzeului. Este unul din autorii Catalogului explicativ al Muzeului Zoologic Agricol și de Industrie Casnică a Zemstvei guberniale din Basarabia, care a văzut lumina tiparului în 1912. Cu contribuția A. Ostermann în anul 1912 au mai fost publicate lucrările „Albumul ornamentelor de covoare moldovenești” și „Notițe despre păsările din Basarabia” (în limba germană).
Împreună cu soțul său, F. Ostermann, a participat la Expoziția agricolă și industrială din Basarabia, organizată la Chișinău în anul 1903. În anul 1913 reprezintă Basarabia la ediția a II-a a Expoziției  de industrie casnică din toată Rusia desfășurată la Sankt Petersburg, prezentând o colecție de unelte pentru prelucrarea și vopsirea lânii, covoare, pânză de bumbac, lână și mătase, ștergare, costume populare, diferite articole meșteșugărești din lemn, papură, sorg, lozie, ceramică, o colecție de fotografii cu vederi din toată Basarabia. Piesele au fost selectate din toate județele și din patrimoniul Muzeului Zemstvei.
În anul 1922 A. Ostermann a organizat Secția de rechizite școlare, în care se confecționau pentru instituțiile de învățământ preparate din carton presat, preparate corozive, biologice, botanice și entomologice. În anul 1925 a prezentat o colecție de preparate la Expoziția generală și târgul de mostre, organizată la Chișinău, contribuind astfel ca Muzeul Național de Istorie Naturală din Chișinău să fie menționat cu Premiul Mare și cu Medalia de Aur.
A fost membru al Societății Naturaliștilor și Amatorilor de Științe ale Naturii din Basarabia. A contribuit la crearea și completarea colecțiilor Muzeului ambulant școlar al Societății și a Muzeului Zemstvei din Bender (Tighina).
Pentru activitate rodnică și îndelungată în calitate de preparator și conservator al Muzeului Zemstvei a fost menționată cu un ceasornic de aur din partea Curții împărătești a Rusiei (1914), iar Regele României i-a conferit distincția „Răsplata muncii pentru învățământ” cl. I și semnul onorific „Răsplata muncii pentru 25 ani în serviciul statului”.